# Oscaecilia polyzona
Oscaecilia polyzona är en groddjursart som först beskrevs av Fischer in Peters 1880.  Oscaecilia polyzona ingår i släktet Oscaecilia och familjen Caeciliidae. IUCN kategoriserar arten globalt som otillräckligt studerad. Inga underarter finns listade i Catalogue of Life.